# 聯接街
聯接街（英語：Joint Street）是香港新界葵青區的一條街道，街道呈東西走向，位於荔景邨東北部，此街道全長約23米，曾為香港境內最短的行車道路。但到了2008年5月2日，此最短行車道路紀錄，已被位於沙田區的樂葵徑打破(全長約12米)。
該街道顧名思義，是用以連接荔景山路及麗祖路，以方便市民駕車由葵興及葵芳前往位於山上的麗瑤邨及祖堯邨。聯接街也有數條綠色專線小巴及巴士路線途經。
聯接街的兩邊均用作社區設施用途。其中，北面是下葵涌分科診所及特殊教育服務中心，而南面則是荔景山道北休憩處。而聯接街的西面則設有荔景(北)巴士總站，現時共有4條巴士路線途經。

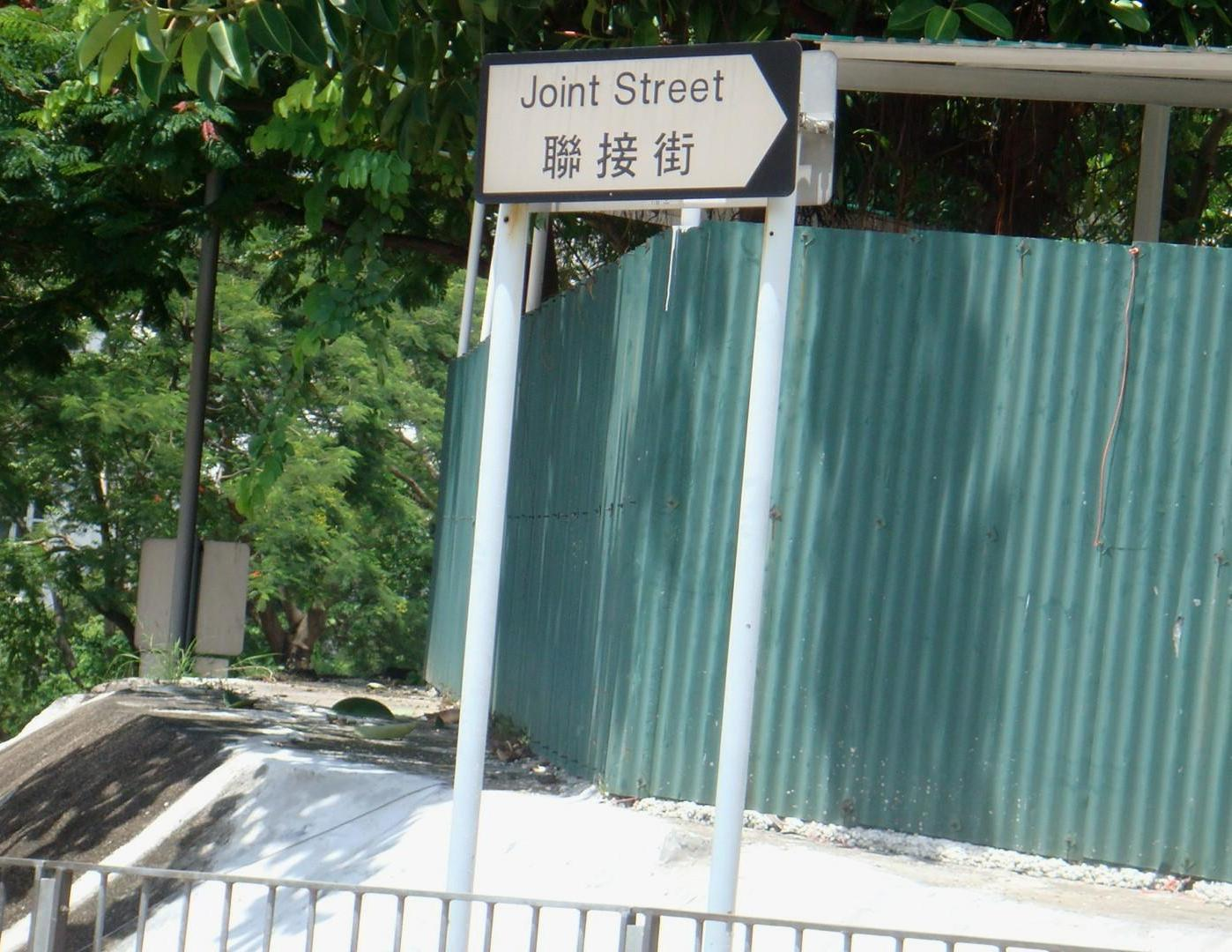
聯接街的路牌

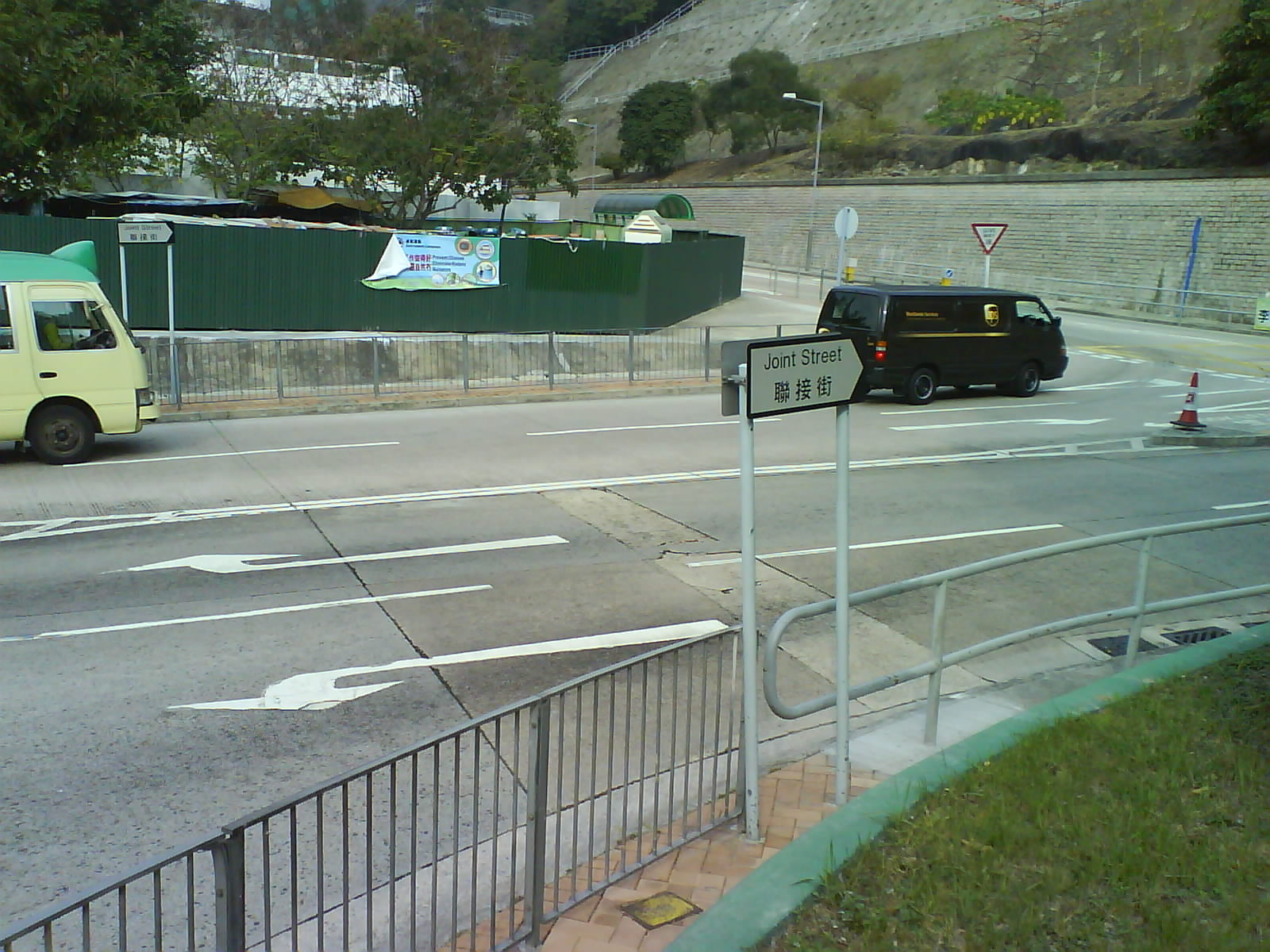
從荔景山路北休憩處眺望聯接街

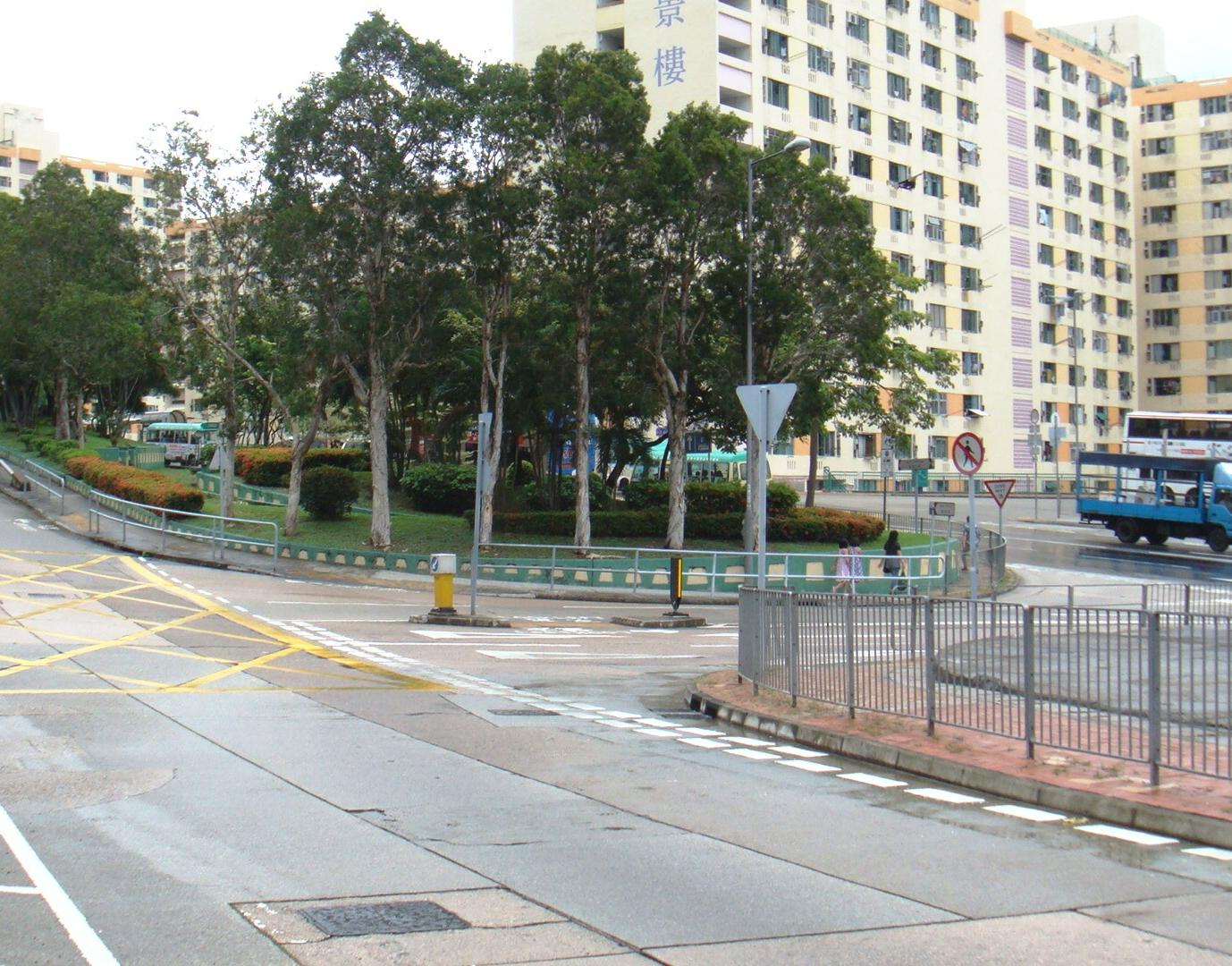
聯接街與麗祖路交界

## 街道安全問題
由於下葵涌分科診所位處聯接街以北，行人需要步越聯接街上的行人輔助線才能到達。在2004年葵青區議會交通及運輸事務會議上，有區議員認為該處沒有交通燈號，居民可能會受阻礙物阻擋視線，因此要求運輸署搬遷聯接街與麗祖路交界的安全島。但到了2007年，運輸署回覆，遷移安全島工程，須排期至2008年才可執行。

## 主要建築物及公共屋邨
- 下葵涌分科診所及特殊教育服務中心
- 荔景邨